# Tscherkaske (Kramatorsk)
Tscherkaske (ukrainisch Черкаське; russisch Черкасское Tscherkasskoje) ist eine Siedlung städtischen Typs im Norden der ukrainischen Oblast Donezk mit etwa 3400 Einwohnern (2016).
Tscherkaske liegt im Rajon Kramatorsk am Ufer des Suchyj Torez etwa 18 km westlich vom ehemaligen Rajonzentrum Slowjansk und 130 km nördlich der Oblasthauptstadt Donezk. Die Ortschaft besitzt einen Bahnanschluss an der Bahnstrecke Poltawa–Rostow und erhielt am 15. November 1938 den Status einer Siedlung städtischen Typs.

## Verwaltungsgliederung
Am 30. Juli 2015 wurde die Siedlung zum Zentrum der neugegründeten Siedlungsgemeinde Tscherkaske (Черкаська селищна громада/Tscherkaska selyschtschna hromada). Zu dieser zählten auch die 41 in der untenstehenden Tabelle aufgelisteten Dörfer bis dahin bildete sie zusammen mit den Dörfern Iwaniwka, Nowomykolajiwka und Schnurky die gleichnamige Siedlungratsgemeinde Tscherkaske (Черкаська селищна рада/Tscherkaska selyschtschna rada) im Westen des Rajons Slowjansk.
Am 17. Juli 2020 wurde der Ort ein Teil des Rajons Kramatorsk.
Folgende Orte sind neben dem Hauptort Tscherkaske Teil der Gemeinde:
| Name                     | Name           | Name                             |
| ukrainisch transkribiert | ukrainisch     | russisch                         |
| ------------------------ | -------------- | -------------------------------- |
| Iwaniwka                 | Іванівка       | Ивановка (Iwanowka)              |
| Majatschka               | Маячка         | Маячка                           |
| Majdan                   | Майдан         | Майдан (Maidan)                  |
| Nowomykolajiwka          | Новомиколаївка | Новониколаевка (Nowonikolajewka) |
| Nowoseliwka              | Новоселівка    | Новосёловка (Nowosjolowka)       |
| Oleksandriwka            | Олександрівка  | Александровка (Alexandrowka)     |
| Prelesne                 | Прелесне       | Прелестное (Prelestnoje)         |
| Prywillja                | Привілля       | Приволье (Priwolje)              |
| Schnurky                 | Шнурки         | Шнурки (Schnurki)                |
| Trojizke                 | Троїцьке       | Троицкое (Troizkoje)             |

## Söhne und Töchter der Ortschaft
- Leonid Bykow (1928–1979), ukrainisch-sowjetischer Schauspieler, Filmregisseur und Drehbuchautor
- Wolodymyr Lytwynow  (* 1936),  ukrainischer Übersetzer, Philosoph und Kulturwissenschaftler